# Le scelte di Chuck
Le scelte di Chuck (Chuck's Choice) è una serie televisiva animata canadese prodotta da DHX Media per YTV. È stato presentato in anteprima su YTV il 6 maggio 2017. Segue Chuck McFarlane, un bambino di 12 anni con un robot alieno. Quando si ritrova in molte situazioni difficili, il suo robot, UD, entra nella "modalità decisiva". Il tempo si blocca e UD dà a Chuck tre scelte. Ne deve scegliere uno e si avvererà, ma non sempre nel modo in cui si aspetta. La sua migliore amica, Misha, conosce l'arte del combattimento e spesso salva Chuck da mostri e minacce. Ogni volta che Chuck sceglie di teletrasportarli da qualche parte, Misha viene sempre con lui.

## Trama
La serie parla di un fiero ragazzino di 12 anni che ha ricevuto in dono un robot intergalattico che alterna la realtà di nome UD per manifestare una delle tre scelte durante la sua giornata, portando ad avventure.
Si chiama "Modalità Scelta" e il tempo sembra bloccarsi per tutti tranne UD e "Il Decisore" (normalmente Chuck). Anche se sembrano casuali, UD rivela la capacità di influenzare la selezione in "Flush Hour Two" quando genera tre opzioni identiche per chiedere aiuto a una scimmia pirata per salvare Ariana, il pesce rosso con cui fa amicizia che appartiene alla migliore amica di Chuck, Misha.

## Personaggi

### Principali
- Chuck McFarlane - doppiato da Andrea Oldani

- UD - doppiato da Paolo De Santis

- Misha - doppiata Valentina Pallavicino

### Ricorrenti
- Ellen

- Norm McFarlane

- Ash

- La mamma e il papà di Misha

- Joey Adonis

- Biff Adonis

- Alfie

- Pepper

- Un adolescente Casuale

- 'La signora Cho

- Dr. Crown

- Coach Dwayne

- Chilly Parchuway

### Cattivi
- Borkle

- Mishina

## Episodi
| Stagione         | Episodi | Prima TV originale | Prima TV Italia |
| ---------------- | ------- | ------------------ | --------------- |
| Prima stagione   | 20      | 6 maggio 2017      | 2017            |
| Seconda stagione | 20      | 1 novembre 2018    | 2019            |